# Bombardement de Chefchaouen

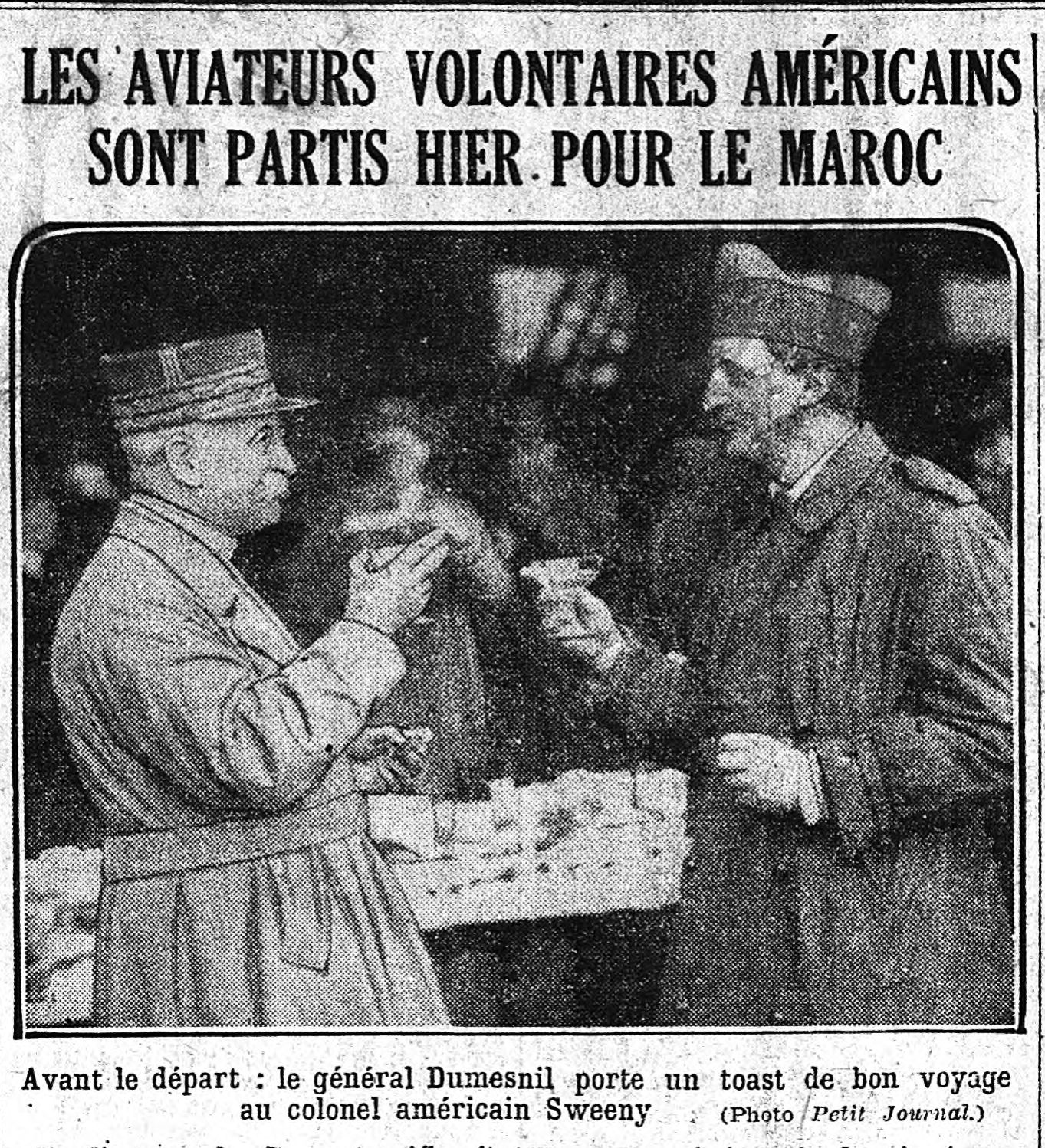
Première page de l'édition parisienne du Petit Journal du 6 août 1925.

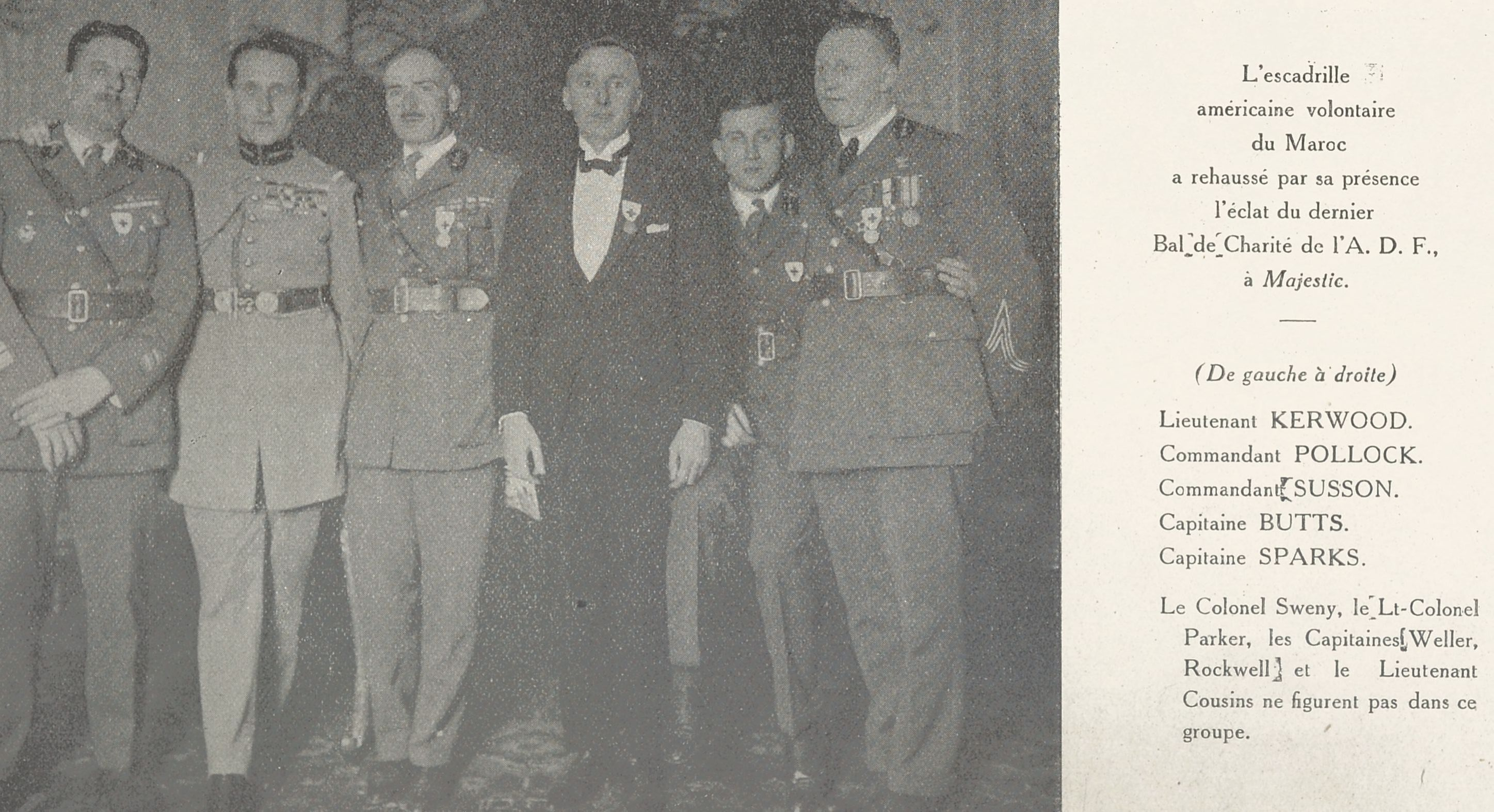
Photographie de membres américains de l' Escadrille Chérifienne, qui a effectué le bombardement de Chefchaouen, lors d'un bal de charité au profit de l'Association des Dames Françaises organisé au Majestic.

Le bombardement de Chefchaouen s'est déroulé à Chefchaouen, au Maroc, pendant la guerre du Rif par une unité aérienne mercenaire américaine (l'escadrille chérifienne) au service de l'empire colonial français, l'escadrille chérifienne, le 17 septembre 1925. L'opération fut proposée et validée par le Premier ministre français, Paul Painlevé.
L'objectif du bombardement de Chefchaouen était d'intimider les Jebala (la ville de Chefchaouen comptait alors 7 000 habitants), afin qu'ils ne rejoignent pas la lutte menée par Abdelkrim el-Khattabi. Charles Sweeny, un pilote militaire américain, mena l'opération avec 17 volontaires, contre les ordres du commandement américain. L'opération causa de nombreux dégâts matériels et humains, mais aucun bilan précis n'est connu.
Paul Ayres Rockwell, un des américains ayant bombardé la ville, écrivit plus tard : « La ville était magnifique vue du ciel, embrassant sa haute montagne et entourée de nombreux jardins et de cultures verdoyantes… J'ai contemplé les nombreux sanctuaires, les six mosquées, le donjon médiéval, la grande place avec sa fontaine jouant et j'ai espéré ardemment qu'aucun d'entre eux n'avait été endommagé. » .